# Petit St. Vincent
Die Insel Petit St. Vincent („Klein St. Vincent“) ist Teil der Grenadinen, einer Inselgruppe innerhalb der Kleinen Antillen. Die Insel gehört zum Verwaltungsbezirk der Grenadinen im Staat St. Vincent und die Grenadinen und ist die südlichste Insel dieses Staates.

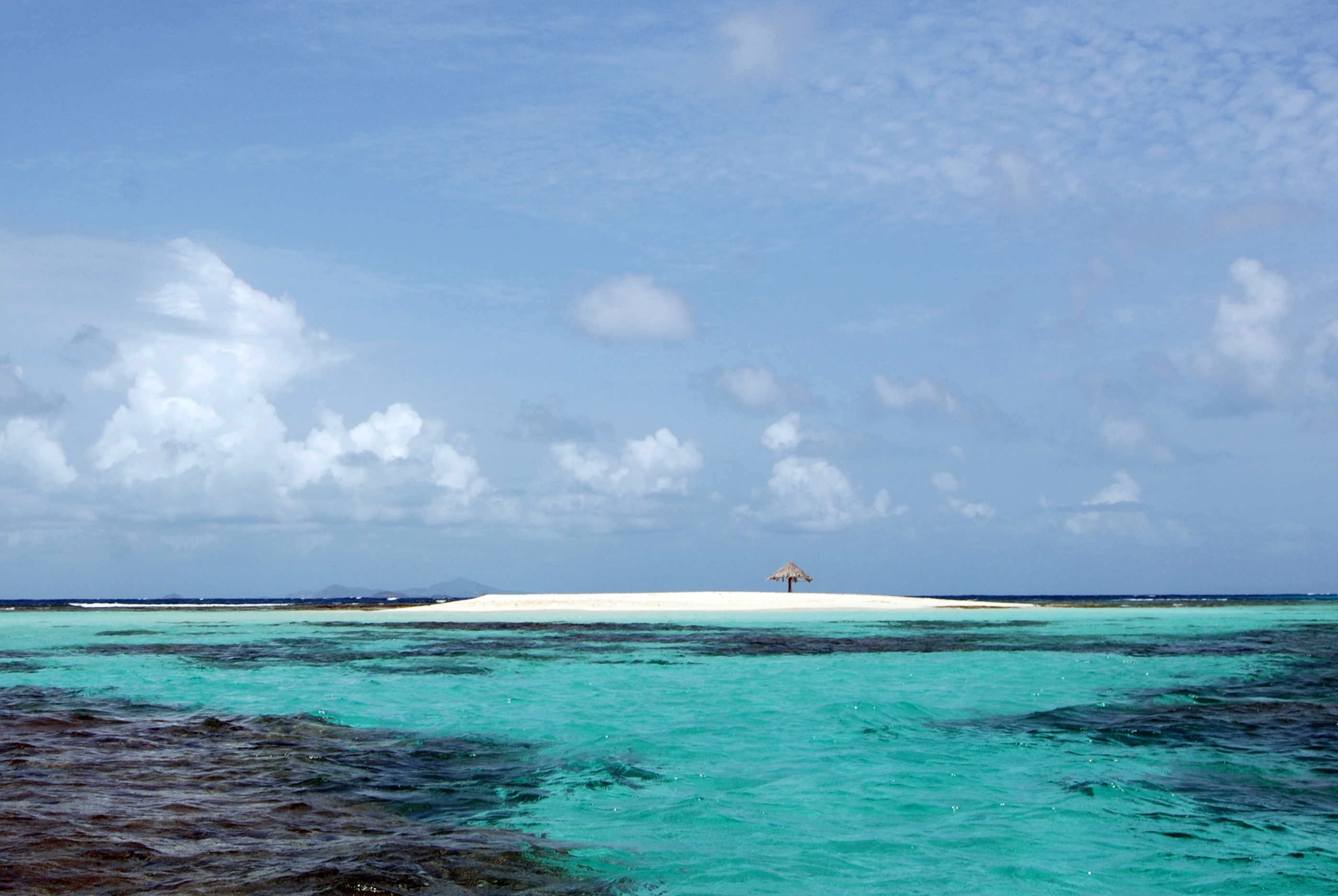
Sandbank Mopion

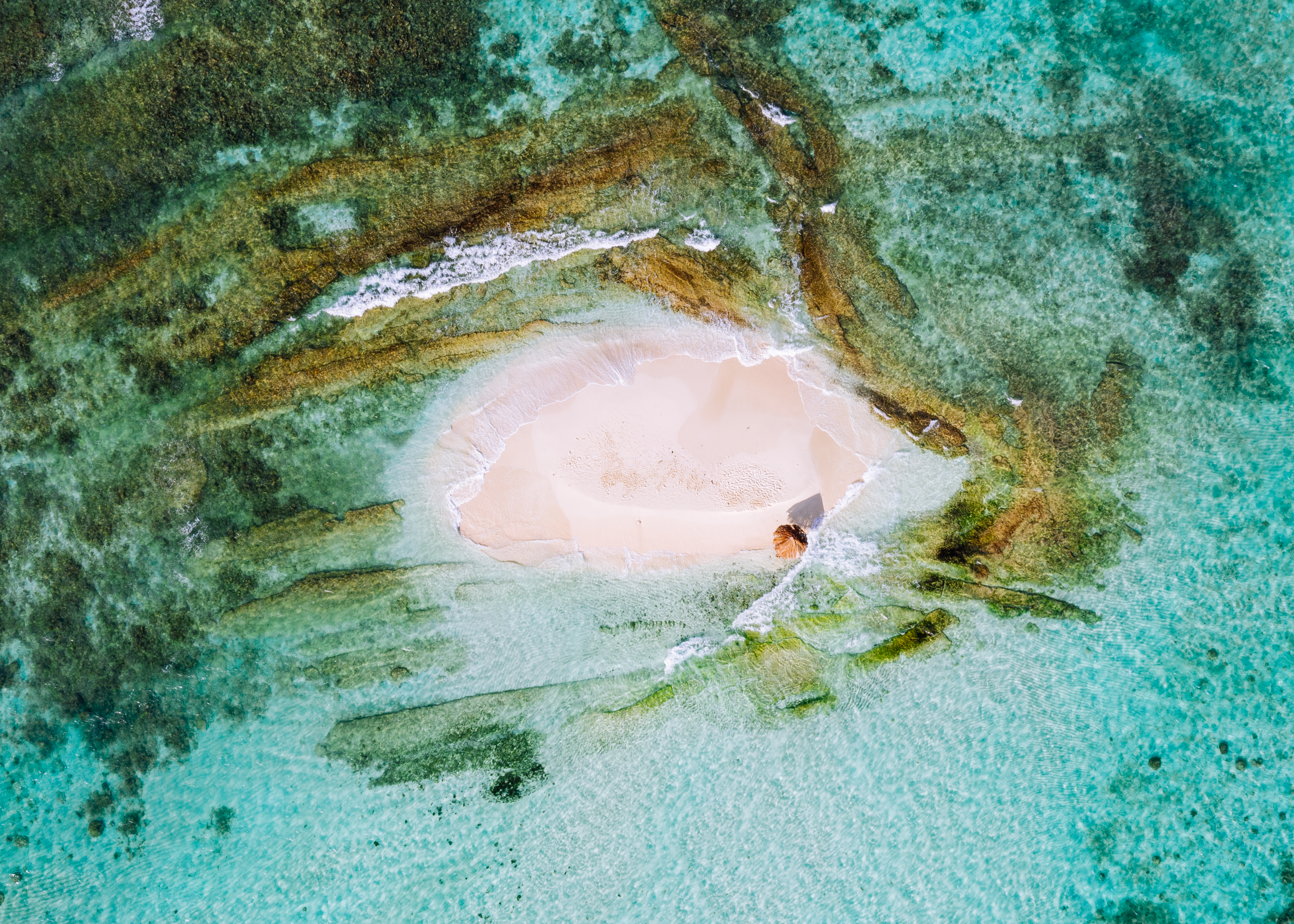
Sandbank Mopion von oben

Im Süden liegt nur 725 Meter entfernt die bereits zu Grenada gehörende Nachbarinsel Petite Martinique.
Die 46 ha große, grüne Insel wird durch drei Hügel und drei Kilometer Strände geprägt. Vor der Küste liegen Korallenbänke. Die Insel gehörte einst dem Erzbischof von Trinidad und ist heute in Privatbesitz. Tourismus ist der einzige Wirtschaftszweig in Form der Ferienanlage Petit Saint Vincent Resort. Einen Kilometer nordwestlich der Insel liegt die Sandbank Mopion. Die lediglich mit einem Sonnenschirm aus Stroh ausgestattete Mini-Insel ist Teil des Urlaubsresorts und wird als Badestrand genutzt.
Einige Kilometer nördlich liegen die besonders bei Seglern beliebten Tobago Cays.